# Bankia cieba
Bankia cieba är en musselart som beskrevs av Clench och Turner 1946. Bankia cieba ingår i släktet Bankia och familjen skeppsmaskar. Inga underarter finns listade i Catalogue of Life.